# Boucader Diallo
Boucader Diallo (14 settembre 1984) è un ex calciatore maliano, di ruolo difensore.

## Carriera

### Nazionale
Ha partecipato ai Mondiali Under-20 del 2003. Gioca con la selezione olimpica le olimpiadi di Atene 2004.

## Palmarès

### Club

#### Competizioni nazionali
- Campionato maliano: 7

Stade Malien: 2001-2002, 2002-2003, 2004-2005, 2005-2006, 2006-2007, 2009-2010
Djoliba: 2008-2009